# 난파선 (노래)
〈난파선〉(일본어: 難破船 난파센[*])은 1984년 12월 1일에 발매한 일본의 싱어송라이터 가토 도키코(加藤登紀子)의 곡으로 그녀의 23번째 정규 음반인 《최후의 댄스파티》(最後のダンスパーティー)에 수록되어 있다. 작사와 작곡은 가수인 가토가 직접 담당하였고 편곡은 시라이 료메이(白井良明)가 도맡았다. 1987년 9월 30일, 일본의 여가수 나카모리 아키나(中森明菜)가 커버하여 그녀의 19번째 싱글곡으로도 출시되었다.

## 나카모리 아키나의 버전
1987년 9월 30일, 나카모리 아키나의 19번째 싱글로 출시되었다. (EP: L-1755) 이 곡의 편곡은 와카쿠사 케이가 도맡았다. B면은 〈연로〉(恋路)로 작사는 키스기 에츠코가, 작곡은 하야시 테츠지가, 편곡은 하기타 미츠오가 담당하였다. B사이드곡의 작가진들은 모두 나카모리의 초기 디스코그래피를 전담했던 사람들이기도 하다.

### 수록곡
| #            | 제목                   | 작사          | 작곡          | 편곡          | 재생 시간 |
| ------------ | ---------------------- | ------------- | ------------- | ------------- | --------- |
| 1.           | 〈〈난파선〉(難破船)〉 | 가토 도키코   | 가토 도키코   | 와카쿠사 케이 | 4:28      |
| 2.           | 〈〈연로〉(恋路)〉     | 키스기 에츠코 | 하야시 테츠지 | 하기타 미츠오 | 5:09      |
| 총 재생 시간 | 총 재생 시간           | 총 재생 시간  | 총 재생 시간  | 총 재생 시간  | 9:37      |

### 수상
- 제18회 일본가요대상 - 최우수방송음악상, 방송음악 특별연맹상
- 제20회 일본유선대상 - 최다 리퀘스트 가수상
- 제20회 전일본유선방송대상 - 최다 리퀘스트상, 우수스타상
- 제16회 FNS가요제 - 최우수가창상, 우수가요음악상
- 제29회 일본 레코드 대상 - 특별대중상, 금상
- 제2회 일본 골드디스크 대상 - The Best Single of the Year (일본 음악)

### 발매 일정
| 버전                | 일정             | 레이블         | 포맷               |
| ------------------- | ---------------- | -------------- | ------------------ |
| 〈난파선〉          | 1987년 9월 30일  | 워너 뮤직 재팬 | EP (L-1755)        |
| 〈난파선〉 (재발매) | 1988년 6월 25일  | 워너 뮤직 재팬 | 8cmCD (10SL-149)   |
| 〈난파선〉 (재발매) | 1988년 12월 21일 | 워너 뮤직 재팬 | CT (10L5-4058)     |
| 〈난파선〉 (재발매) | 1998년 11월 26일 | 워너 뮤직 재팬 | 12cmCD (WPC6-8676) |
| 〈난파선〉 (재발매) | 2008년 11월 12일 | 워너 뮤직 재팬 | 디지털 다운로드    |